# Герб Крюківщини
Герб Крюківщини — офіційний геральдичний символ села в передмісті Києва Крюківщини. 

## Опис
На блакитному тлі щита у малиново-червоному обрамленні розміщується геральдичний знак у вигляді стилізованого золотого хреста-тризуба. Кольори щита – блакитний та малиновий у поєднанні із золотом – данина історичній геральдичній традиції Української держави. Від князівських часів блакитні, малинові і золоті барви були основними в у вітчизняній символіці. Основний геральдичний знак – тризуб на гербі Крюківщини має оригінальну форму, що зумовлено його символічним змістом. Так його бічні елементи являють собою стилізовані зображення крюків, безпосередньо нагадуючи про назву села. Крім того, така конфігурація хреста-тризуба має аналогію не лише із князівською добою, а і з геральдичною традицією часів козаччини. 
Герб увінчує корона у формі кам’яної башти, що символізує демократичність самоврядування населеного пункту. Намет герба – вишитий український рушник у традиційних для Київщини кольорах. На стрічці під щитом написана назва села. Крім того, на гербі присутні ще дві фігури, що вказують на адміністративне підпорядкування Крюківщини. Так перехрещені щит Св. Георгія Змієборця (покровителя Київської області) і меч Св. Архистратига Михаїла (покровителя міста Києва). Крім того кривий меч Михаїла нагадує про старовинну першоназву «Кривківщина» та історичний відрізок, коли село було у підпорядкуванні Київського Михайлівського монастиря.